# Дракула у 1972.
Дракула у 1972. (енгл. Dracula A.D. 1972) је британски хорор филм из 1972. године, режисера Алана Гибсона, седми у Хамеровом серијалу филмова о Брем Стокеровом Дракули. Питер Кушинг се после дуже паузе вратио у улогу Ван Хелсинга, док је и Кристофер Ли поново у улози насловног вампира.
Након неуспеха који су остварили Дракулини ожиљци продуценти су схватили да морају нешто променити како би повратили изгубљену публику. Због тога су причу у Дракули модернизовали и сместили је век касније, од догађаја из претходних флмова, а и самог романа. Осим тога Питера Кушинга су вратили у улогу Ван Хелсинга, што је поново привукло публику, али и било разлог више за повратак Лија, који је поново првобитно најавио да се неће више враћати у улогу Дракуле. Прича је делом заснована и на гласинама о вампиру на Хајгејтском гробљу, које су кружиле Лондоном почетком 1970-их.
Реакције на филм биле су помешане. Публика је била задовољна што је поново имала могућност да види тандем Кушинг-Ли, док су оцене критичара биле лошије чак и од претходног дела.
Годину дана филм је добио директан наставак под насловом Дракулини сатанистички ритуали.

## Радња
1872, 13 година пре догађаја из првог филма, догодио се коначни обрачун између Лоренса ван Хелсинга (оца Абрахама ван Хелсинга који се појавио у првом делу) и грофа Дракуле, у коме су обојица страдали, Дракула од дрвеног точка прободеног кроз срце, а Лоренс од повреда задобијених приликом пада са кочије.
100 година касније, 1972, потомци Ван Хелсинга и даље живе, као и Дракулине присталице које су преузеле презиме Алукард (Дракула написано уназад). Праунук Лоренса ван Хелсинга, др Лоример ван Хелсинг живи са својом унуком Џесиком у Ботолфу, малом граду на југу Енглеске. 
У ритуалу црне магије у коме је присуствовала и Џесика, Алукард успева да поново оживи Дракулу. Он започиње нов терор у коме страдају готово сви Џесикини пријатељи, а убиства безуспешно покушава да разреши инспектор Мари. Дракулине главне мете убрзо постају Лоример и Џесика, као потомци Ван Хелсинга чију лозу бескрајно жели да угаси. 

## Улоге
| Глумац         | Улога                                     |
| -------------- | ----------------------------------------- |
| Кристофер Ли   | гроф Дракула                              |
| Питер Кушинг   | Лоренс ван Хелсинг др Лоример ван Хелсинг |
| Стефани Бичам  | Џесика ван Хелсинг                        |
| Кристофер Ним  | Џони Алукард                              |
| Марша Хант     | Гејнор Китинг                             |
| Керолајн Манро | Лаура Белоуз                              |
| Џенет Ки       | Ана Брајант                               |
| Мајкл Кичен    | Грег                                      |
| Лали Бауерс    | домаћица журке                            |
| Морин Фленеган | го-го играчица                            |
| Stoneground    | саме себе                                 |
| Мајкл Коулс    | инспектор Мари                            |